# Lomographa platyleucata
Lomographa platyleucata là một loài bướm đêm trong họ Geometridae.

## Hình ảnh

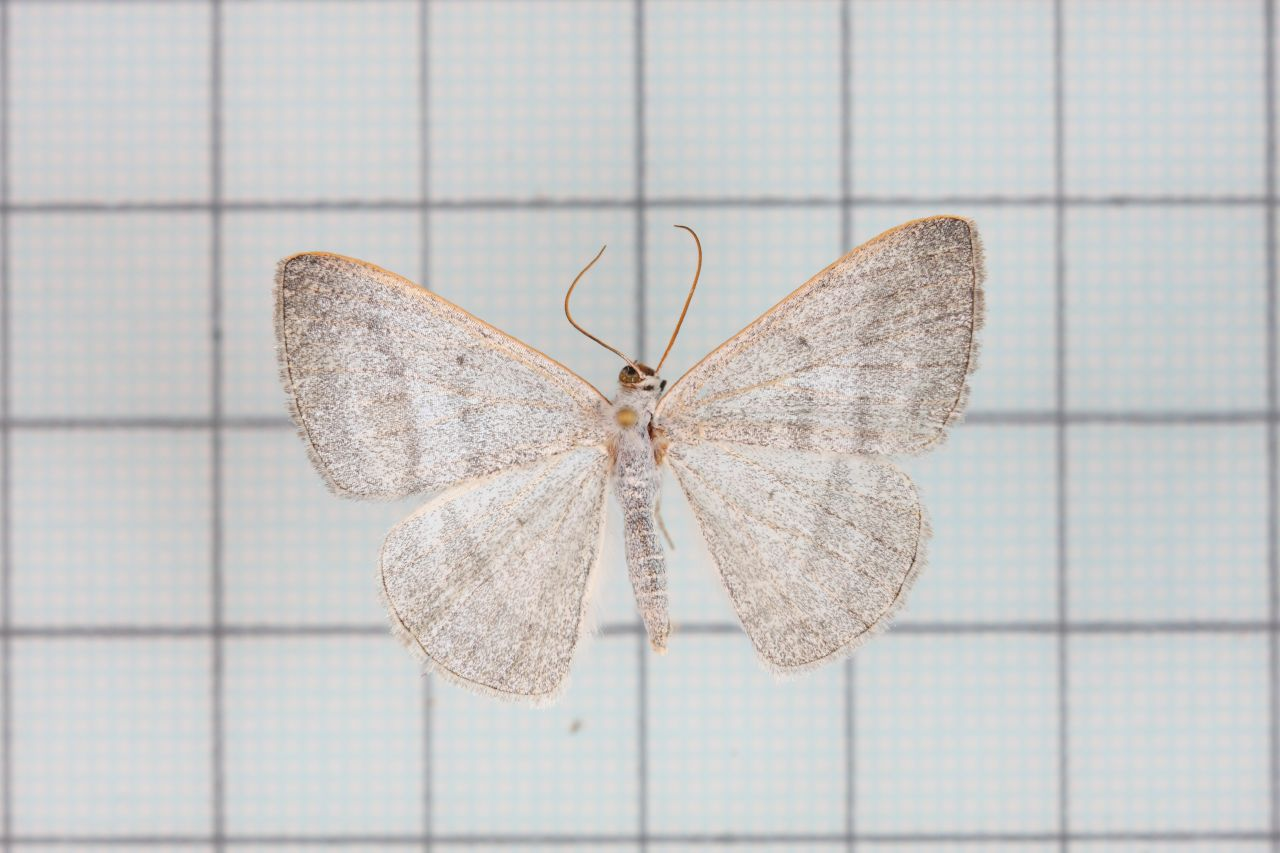
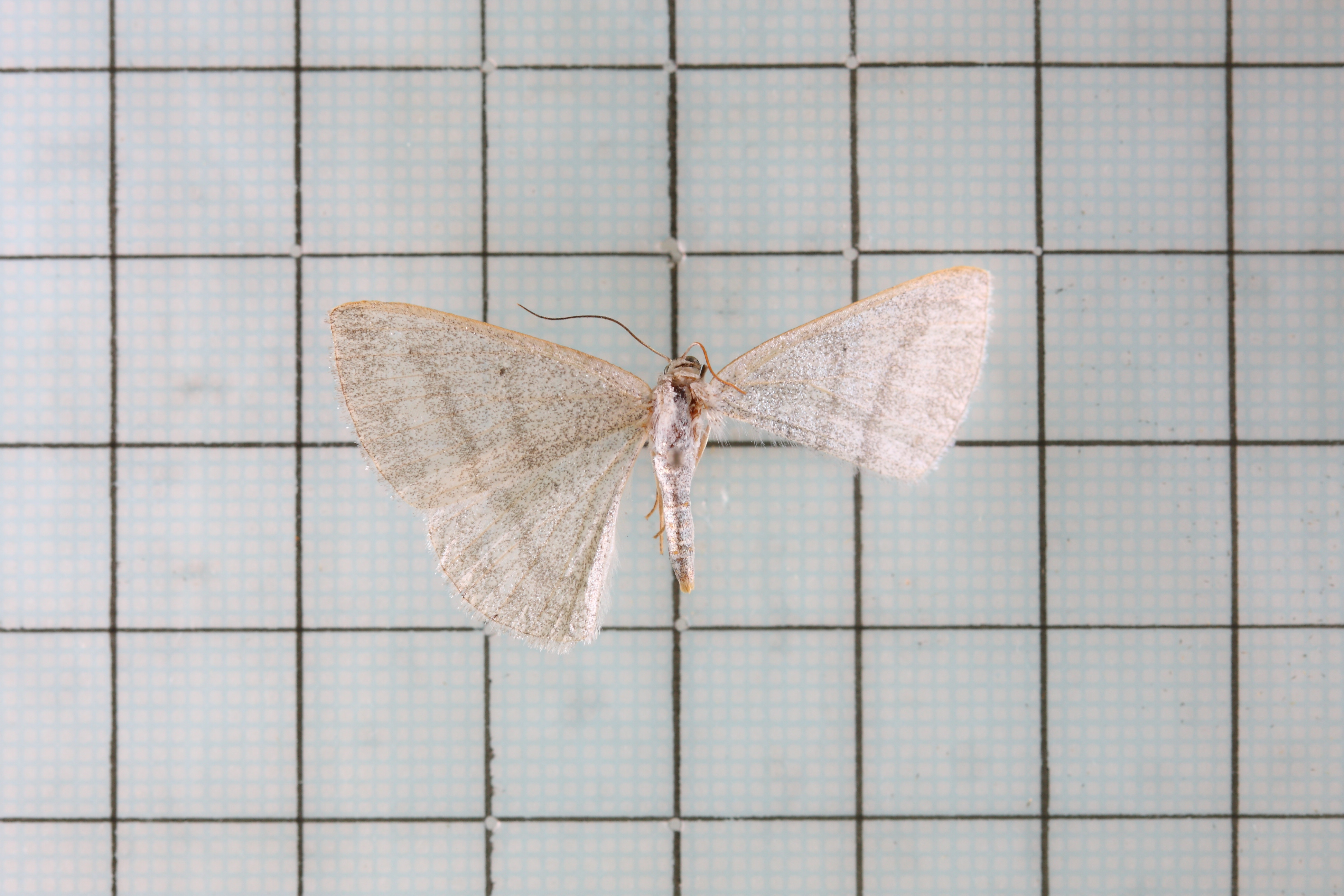